# Angostura resinosa
Angostura resinosa là một loài thực vật có hoa trong họ Cửu lý hương. Loài này được (Nees & Mart.) Gereau mô tả khoa học đầu tiên năm 1990.